# 感性
感性（英語：Perceptional），是人類經由感官，對於某種事物產生直接感覺與情緒的一種能力，相对于理性的概念。這個概念在18世紀時起源於英國，對於知識是如何獲得，這個課題進行討論時產生的。它也被當成是道德哲學的人性基礎之一。
約翰·洛克《人類理解論》是西方最早提出感性概念的哲學著作之一，他認為人類出生時如同白板，否認理性先天存在，主張人類是透過感性，對外在事物產生經驗，逐漸累積知識。
感性和理性，都属于意识的范畴，且为意识的性质。感性，基于意识，是非参照性的意识。非参照性，就是意识从虚无中，以自身方式延展的自然的，自由的，无规则的。